# Andre Kostelanetz
Andre Kostelanetz (Szentpétervár, 1901. december 22. –‎ Port-au-Prince, 1980. január 13.) orosz-amerikai zenész: karmester, hangszerelő. A nagyzenekari könnyűzene egyik legkiemelkedőbb képviselője volt. A könnyű klasszikus zenei darabok felvételeivel, valamint dalok zenekari változataival és Broadway-show-k dallamaival volt ismert. Pályafutása során rengeteg felvételt készített, amelyek több mint 50 millió eladott példányt jelentenek, és a zenei rádióállomások alapvető műsorszámaivá váltak. Kostelanetz évekig vezényelte a New York-i Filharmonikusokat popkoncerteken és felvételeken az Andre Kostelanetz és zenekara élén.

## Pályafutása
Apja, Nachman Ignatyevics Kostelyanetz a szentpétervári tőzsdén tevékenykedett; anyai nagyapja, Aizik Jevelevics Dymshitz, gazdag kereskedő és iparmágnás volt. Kostelanetz négy és fél évesen kezdett zongorázni. Zeneszerzést és hangszerelést tanult a Petrográdi Zenei Konzervatóriumban. tizenkilencéves korában a Grand Petrograd Opera Company pályázatot írt ki karmester és segédkarmester kiválasztására, amelyen őt választották ki, annak ellenére, hogy ő volt a legfiatalabb jelentkező. Kostelanetz ott maradt egészen 1922. márciusáig, az orosz forradalom után, amikor egy ideig Párizsban maradt, mielőtt az Egyesült Államokba költözött.
Az 1920-as években rádiókoncerteket vezényelt. Az 1930-as években elindította saját heti műsorát a CBS-en, az Andre Kostelanetz Presents-t. 
Kostelanetz a modern közönség számára talán leginkább a Columbia Recordsnál az 1940-es évektől 1980-ig megjelent könnyűzenei instrumentális albumok sorozatáról ismert. Valójában még azelőtt kezdett el ezzel a zenével foglalkozni, hogy létezett volna egy „könnyűzene”, mint műfaj. Addig folytatta, miután néhány kortársa, köztük Mantovani is, fel nem hagyott a felvételekkel. 
Az Egyesült Államokon kívül Kostelanetz egyik legismertebb műve a „With a Song in my Heart” című dal zenekari átirata volt, amely egy hosszú ideje futó BBC rádióműsor, eleinte „Forces Favourites”, majd „Family Favourites”, végül „Two Way Family Favourites” címmel futó műsorának jellegzetes dala volt.
Számos művet rendelt meg, többek között Aaron Copland Lincoln-portréját, Jerome Kern Mark Twain-portréját, William Schuman New England Triptyc-jét..., William Walton Capriccio burleszkjét Kostelanetznek ajánlotta, aki az első előadását vezényelte és az első felvételét is ekészítette − mindkettőt a New York-i Filharmonikusokkal.
Utolsó koncertje az A Night in Old Vienna volt a San Francisco-i Szimfonikus Zenekarral a város War Memorial Operaházában 1979. december 31-én. Egy 1979. december 31-i, a San Franciscó-i Szimfonikus Zenekarral adott koncert után Kostelanetz Haitire utazott nyaralni. Ott tüdőgyulladást kapott, és 1980. január 13-án, 78 éves korában meghalt.

## Albumok
- 1945: Music of George Gershwin
- 1955: Meet Andre Kostelanetz
- 1964: New York Wonderland
- 1969: Traces
- 1969: Sounds of Love
- 1971: Love Story
- American Historical Recordings

## Díjak
- 1960: Hollywood Walk of Fame